# لیلا (تهیه‌کننده موسیقی)
لیلا عرب (زادهٔ ۱۹۷۱) که با نام هنری لیلا شناخته می‌شود، تهیه‌کنندهٔ موسیقی و دی‌جی ایرانی‌الاصل است که در لندن، انگلستان زندگی می‌کند. او چندین اثر موسیقایی را از طریق ناشرانی از جمله رفلکس، ایکس‌ال و وارپ منتشر کرده‌است. او همچنین همکاری‌های گسترده‌ای با بیورک، خوانندهٔ ایسلندی داشته‌است.

## زندگی‌نامه
عرب در ایران پهلوی به دنیا آمد و بخشی از دوران کودکی خود را در آنجا گذراند. خانوادهٔ او پس از انقلاب ایران در سال ۱۳۵۷ (۱۹۷۹) به لندن گریختند. او به دی‌جی و نوازندگی کیبورد علاقه‌مند شد و دانشگاه را ترک کرد تا در سال ۱۹۹۴ با بیورک، خوانندهٔ ایسلندی به اجرای موسیقی بپردازد و بعداً به‌عنوان مهندس صدا و میکسر زنده به همکاری با او مشغول شد. او هنگامی که با بیورک در تور کنسرت بود، با ریچارد دی. جیمز ملاقات کرد، و جیمز و گرانت ویلسون-کلاریج هر دو به او پیشنهاد کردند که آثار انفرادی خود را از طریق شرکت نشر رفلکس رکوردز، که تحت مالکیت خودشان قرار داشت، منتشر کند.
لیلا در سال ۱۹۹۸ نخستین آلبوم خود به نام مانند هوا را از طریق رفلکس رکوردز منتشر کرد. در سال ۲۰۰۰، او حسن نیت انتخاب را در ایکس‌ال ریکوردینگز منتشر کرد. بن تامپسون از تلگراف از این آثار با عنوان «دو مجموعه سول الکترونیک شبح‌وار که [...] او را به‌عنوان عضوی جدایی‌ناپذیر از نسل طلایی نویسنده-تهیه‌کنندگان بریتانیایی دههٔ نود تثبیت کرد»، معرفی کرده‌است.
او پس از وقفه‌ای بعد از مرگ والدینش، جلوه‌های خون و شکوفه‌ها را در سال ۲۰۰۸ از طریق وارپ منتشر کرد. این آلبوم شامل مشارکت‌هایی از تری هال و مارتینا توپلی-برد به‌عنوان خواننده بود. در سال ۲۰۰۹، او با کاوری از تک‌آهنگ «وردهاسبن» اثر افکس توئین در آلبوم گردآوری‌شدهٔ وارپ۲۰ (بازآفرینی) نیز مشارکت داشت.
در سال ۲۰۱۲، او چهارمین آلبوم بلند خود با نام تو و من را در وارپ منتشر کرد. در سال ۲۰۱۵، لیلا یک آلبوم چندآهنگه با عنوان نیو رنگید را به‌طور مشترک با زبرا کتز در زداف‌کی رکوردز منتشر کرد.